# Soevereine Orde van Sint-Jan van Jeruzalem
De Soevereine Orde van Sint-Jan van Jeruzalem is een internationaal opererende ridderorde die niet met de protestantse Johanniterorde of de katholieke  Soevereine Militaire Orde van Sint Jan van Jeruzalem, van Rhodos, van Malta (SMOM) verward mag worden. Dit is voor genoemde orden aanleiding geweest om de orde als pseudo-orde aan te merken.
De orde is in de ogen van deze oude en meer algemeen erkende ridderorden een valse of pseudo-orde maar beweert zelf gesticht te zijn door koning Michaël van Roemenië. Volgens het orderecht heeft een koning, ook al is hij afgezet, het recht om orden te stichten. De orde telt ongeveer 30 leden.
De naam van de orde is door sommigen als misleidend ervaren, maar de rechter ging hier niet in mee (zie verderop). De bijna duizend jaar oude SMOM wordt door sommigen gezien als een soevereine orde en als "soevereine entiteit", dat wil zeggen een lichaam in het internationaal recht met ambassades en vertegenwoordigingen bij de 94 landen, waaronder Nederland. België erkent de SMOM echter niet omdat het geen erkende souvereine staat betreft waardoor er geen diplomatieke erkenning of relatie mogelijk is ( dit in tegenstelling met de Ridderorde van het Heilig Graf van Jeruzalem dat door een souvereine staat wordt toegekend, met name het Vacitaan). De soevereine status van de orde is echter een zeer ter discussie staand onderwerp. Door deskundigen wordt de "soevereine status" bestempeld als vergelijkbaar met die van een charitatieve instelling, net als de nieuwere orde. Ian Brownlie zegt hierover: "Even in the sphere of recognition and bilateral relations, the legal capacities of institutions like the Sovereign Order of Jerusalem and Malta must be limited simply because they lack the territorial and demographic characteristics of states. In the law of war the status of the Order mentioned is merely that of a 'relief society' within the meaning of the Prisoner of War Convention, 1949, article 125.". Helmut Steinberger is een vergelijkbare mening toegedaan: "With the historical exception of the Holy See, which maintains diplomatic relations with more than 100 States, in contemporary international law only States as distinguished from international organizations or other subjects of international law are accorded sovereignty.". De nieuwere orde heeft in ieder geval geen staatsrechtelijk soevereine status. Frankrijk erkent ook de soevereine status van de SMOM niet (verklaring van een woordvoerder van het Franse ministerie van Buitenlandse Zaken van 7 februari 1997).
In Nederland heeft iedereen het recht om een orde te stichten omdat die niet meer dan een vereniging is. Ook de Soevereine Orde van Sint-Jan van Jeruzalem is een vereniging naar Nederlands recht. De Johanniterorde en de SMOM hebben desondanks laten weten juridische stappen tegen de "Soevereine Orde van Sint-Jan van Jeruzalem" te overwegen. Het gebruik of misbruik van het Maltezer kruis zou daarvoor juridische mogelijkheden bieden. In een recente (vergelijkbare) zaak in de Verenigde Staten is echter de Orde van Malta door de rechter in het ongelijk gesteld omdat de SMOM belangrijke informatie voor de rechter had achtergehouden en had gefraudeerd. De Amerikaanse rechter heeft daarbij verschillende merkenrechtelijke registraties van de SMOM geannuleerd, zodat ook de beschuldiging van een "pseudo-orde" door de rechter is weerlegd. De "nieuwe" Orde van Malta had minstens net zoveel recht op het gebruik van het Malteser kruis als de "oude" orde.